# Hals (vaargeul)
De vaargeul Hals is een betonde vaargeul in het Grevelingenmeer in de provincies Zeeland en Zuid-Holland. Het water is ongeveer 8 km lang en loopt van het knooppunt van de vaargeulen Grevelingen met de Geul van Herkingen aan de zuidkant naar het knooppunt van de vaargeulen het Springersdiep met de Vlieger aan de noordkant.
De vaarweg ligt tussen het eiland Veermansplaat aan de westkant, en de Slikken van Flakkee aan de oostkant.
Het water is zout en heeft geen getij.
De vaargeul Hals is te gebruiken voor schepen tot en met CEMT-klasse III. De diepte is -14,0 tot -5,0 meter t.o.v. het meerpeil.
De Hals is onderdeel van het Natura 2000-gebied Grevelingen.